# Ülker Pamir
Ülker Pamir (* 7. Juni 1913; † unbekannt) war ein türkischer Skirennläufer.
Pamir war 1936 Mitglied der sechsköpfigen Mannschaft der Türkei bei den IV. Olympischen Winterspielen in Garmisch-Partenkirchen.
Nachdem er im Abfahrtslauf des Kombinationswettbewerbes den 58. Platz belegt hatte, schied er im 1. Lauf des Kombinationsslaloms aus und blieb im Endklassement ohne Ergebnis.